# Бичурга-Баишевское сельское поселение
Бичурга-Баишевское сельское поселение — муниципальное образование в составе Шемуршинского района Чувашской Республики. Административный центр поселения — село Бичурга-Баишево.
В состав поселения входят два населённых пункта — село Бичурга-Баишево и деревня Асаново.

## Карта поселения
Северная граница Бичурга-Баишевского сельского поселения с землями Шемуршинского сельского поселения идет по северным границам лесных кварталов 27, 28, 29, 30 Баишевского лесничества и по северным границам лесных кварталов 102, 103, 104, 105, 106, 107, 108, 109, 110, 111, 112 Баскакского лесничества Национального парка «Чёваш вёрман».
Восточная граница Бичурга-Баишевского сельского поселения с землями Дрожжановского района Республики Татарстан идет по восточной границе лесного квартала 112 Баскакского лесничества и по восточным границам лесных кварталов 52, 74, 91, 107 Баишевского лесничества Национального парка «Чăваш вăрманĕ», далее граница идет по границе фермы закрытого акционерного общества «Нива», пересекает автомобильную дорогу Шемурша — Русские Чукалы, идет на юго-восток по границе земель закрытого акционерного общество «Нива», далее по р. Бездна.
Южная граница Бичурга-Баишевского сельского поселения с землями Дрожжановского района Республики Татарстан и Старочукальского сельского поселения идет по р. Бездна, далее по границе земель закрытого акционерного общества «Нива», по границе земель общества с ограниченной ответственностью "Агрофирма «Баишевская», пересекает автомобильные дороги Бичурга-Баишево — Яблоновка и Шемурша — Русские Чукалы.
Западная граница Бичурга-Баишевского сельского поселения с землями Старочукальского сельского поселения идет по р. Бичурга, далее по восточным границам лесных кварталов 135, 125, 113, 97, 80, по северным границам лесных кварталов 62, 61, 60, далее по западным границам лесных кварталов 60, 38, 27 Баишевского лесничества Национального парка «Чăваш вăрманĕ», по западным границам лесных кварталов 89, 74, 65, 56, 45, 32, 19, 6 Баскакского лесничества Национального парка « Чăваш вăрманĕ».

## Портрет поселения
Бичурга-Баишевское сельское поселение расположено в 20 км от районного центра села Шемурша, в 204 км от города Чебоксары — столицы Чувашской Республики.
В состав Бичурга-Баишевского сельского поселения входят: село Бичурга-Баишево и деревня Асаново. Административным центром сельского поселения является село Бичурга-Баишево. Число постоянных хозяйств — 730, проживают 1704 человека.
На территории Бичурга-Баишевского сельского поселения расположены 9 крестьянско-фермерских хозяйств, Национальный парк «Чăваш вăрманĕ», Бичурга-Баишевская средняя общеобразовательная школа, Асановская начальная школа, офис семейного врача, ФАП, церковь иконы Казанской божьей матери, Бичурга-Баишевская сельская библиотека, Асановская модельная библиотека, два сельских дома культуры, один магазин Шемуршинского Райпо, 5 частных магазина, 2 частных киоска, ветеринарный участок, дом ветеранов, аптека.